# 二条持通
二条 持通（にじょう もちみち）は、日本の室町時代から戦国時代初期にかけての公卿。

## 生涯
二条持通に対する公家社会の信頼
二条家は有識故実の家である、その知識は同時代の公家たちいから頼りにされていた。文明15年（1483年）3月22日、近衛政家が鷹司政平との座次争いにおいて持通は相談相手であった。『後法興院記』
なお、次の世代に公家社会の重鎮となっていく三条西実隆は、持通の薫陶を受けている。実隆は持通邸を訪問し、改元などについて会談し、実隆公記による「凡公事儀、每度丁寧尋申之條、感悅無極」と感謝するとともに、「今度拝賀着陣等之進退神妙之由、聞及之間、尤自愛之由芳言在之、頗令祝著也」拝賀着陣における自らの振る舞いを褒めれらたことが嬉しかったらしく、思わず饒舌となり、日記に書き残した。実隆は薫陶を受けた二条持通に対する敬意を後々まで抱き続けたらしい。明応６年（1497年）わずか26才早世した二条尚基これを聞いた実隆は、持通に対して「二条持通にはとてもお世話になった、その恩返しをできないまま二条尚基が早世してしまったことは慚愧に堪えない」実隆にとっては、持通は「其恩芳難謝盡之」という存在であった。二条持通は先例故実の大家として、公家社会の尊敬を集めていたのである。
後土御門天皇との関係
後柏原天皇の名前（勝仁）について勅問があった、そのときの勅問は「禅閤」（一条兼良）、太閤（二条持通）、九条前関白（九条政基）、関白（近衛政家）と西園寺実遠であり、五摂家の当主たちが多く含まれる。これらの面々でも特に二条持通を重視されていた。『親長卿記』文明12年（1480年）12月13日条
『親長卿記』の長享元年（1487年）7月17日には「今日為関白衰日、可為何様候哉、予申云、 於叙位除目者、 関白衰日被憚之、 於改元者無其例歟、但可尋申二条太閤云々」改元定が関白九条政の衰日により延引せざるをえなくなる。その際に「なにはともあれ持通の意見を聞いてこい」と指示していた。
文明12年8月に開催された禁裏連歌会において後土御門直々の意向により持通の参加が要請されるなど、『親長卿記』の文明12年10月17日条には、持通は息子二条政嗣の急死により出家を志向するも、公武の慰留により思い止まらざるをえなかった。二条持通は得度を許されないくらいの重要人物であり、廷臣だけでなく後土御門天皇からも、その知識が重用されていたのである。
将軍家との信頼関係

## 官職歴ぶん
- 応永35年正月16日（1428年2月1日） - ?　侍従
- 応永35年3月-日（1428年3/4月-日） - 正長2年3月29日（1429年5月2日）　左近衛少将
- 正長2年3月29日（1429年5月2日） - 永享5年12月27日（1434年2月6日）　左近衛中将
- 正長2年3月29日（1429年5月2日） - 永享2年-月-日（1430年-月-日）　近江介
- 永享4年6月23日（1432年7月20日） - 永享5年12月27日（1434年2月6日）　権中納言
- 永享5年12月27日（1434年2月6日） - 文安3年4月29日（1446年5月24日）　権大納言
- 永享10年11月19日（1438年12月6日） - 文安4年3月23日（1447年5月7日）　左近衛大将
- 文安3年4月29日（1446年5月24日） - 享徳3年7月1日（1454年7月26日）　右大臣
- 享徳2年4月28日（1453年6月5日） - 享徳3年7月1日（1454年7月26日）　関白（後花園天皇）
- 享徳4年6月5日（1455年7月19日） - 長禄2年12月5日（1459年1月9日）　関白（後花園天皇）
- 長禄2年7月25日（1458年9月2日） - 長禄4年6月27日（1460年7月15日）　太政大臣
- 寛正4年4月3日（1463年4月21日） - 応仁元年5月10日（1467年6月11日）　関白（後花園天皇・後土御門天皇）

## 位階歴
- 応永34年12月29日（1428年1月15日）　正五位下
- 正長2年正月5日（1429年2月8日）　従四位下
- 永享2年-月-日（1430年-月-日）　従三位
- 永享5年正月5日（1433年1月26日）　正三位
- 永享9年正月5日（1437年2月10日）　従二位
- 永享12年正月6日（1440年2月9日）　正二位
- 文安6年-月-日（1449年-月-日）　従一位
- 長享3年4月5日（1489年5月5日）　准三宮

## 系譜
- 父：二条持基（1390-1445）
- 母：石橋殿 - 石橋信乗の姉妹
- 妻：播磨局
- 妻：神祇伯雅兼王の娘
  - 男子：二条政嗣（1443-1480）
- 生母不明の子女
  - 男子：政覚
  - 男子：持厳
  - 男子：空済